# Farabundo Martí
Agustín Farabundo Martí Rodríguez (wym. [faɾaˈβundo marˈti]; ur. 5 maja 1893 w Teotepeque, zm. 1 lutego 1932) – salwadorski polityk komunistyczny, wojskowy, działacz chłopski oraz marksistowsko-leninowski, założyciel (1931) i przywódca Komunistycznej Partii Salwadoru, rewolucyjny przywódca powstania chłopskiego od 1930 do 1932.

## Życiorys
Od 1927 do 1929 uczestniczył w antyamerykańskim powstaniu partyzanckim w Nikaragui, podczas którego pełnił funkcję osobistego sekretarza i adiutanta Augusto Sandino. Został zmuszony do porzucenia partyzantki, gdy Komintern po nieudanej próbie podporządkowania sobie Augusto Sandino, zaczął prowadzić przeciw niemu propagandową kampanię oszczerstw. Farabundo Marti postąpił wówczas według instrukcji Kominternu i zarzucił swemu zwierzchnikowi m.in. zdradę międzynarodowego ruchu antyimperialistycznego. Przed wybuchem powstania chłopskiego w Salwadorze został wraz z resztą przywódców tego zrywu aresztowany, gdyż plany powstania były rządowi już wcześniej znane, a następnie rozstrzelany. Przed śmiercią odwołał zarzuty wobec Sandino, którego uznał za jednego z największych patriotów Ameryki Łacińskiej. Rebelia została krwawo stłumiona przez dyktatorskiego prezydenta Maximiliano Hernandeza Martineza.

## Upamiętnienie
W 1980 powstał nazwany na jego cześć Front Wyzwolenia Narodowego im. Farabunda Martíego (hiszp. Frente Farabundo Martí de Liberación Nacional, FMLN), który najpierw był organizacją partyzancką toczącą wojnę z rządzącą juntą, zaś od 1992 działa jako lewicowa partia polityczna.